# Manivelle
Pour l’article ayant un titre homophone, voir Manivel.
Une manivelle est un composant mécanique présentant une partie excentrée appelée maneton (monobloc ou rapportée) par laquelle une force peut lui imprimer un mouvement de rotation autour de son axe.

## Histoire

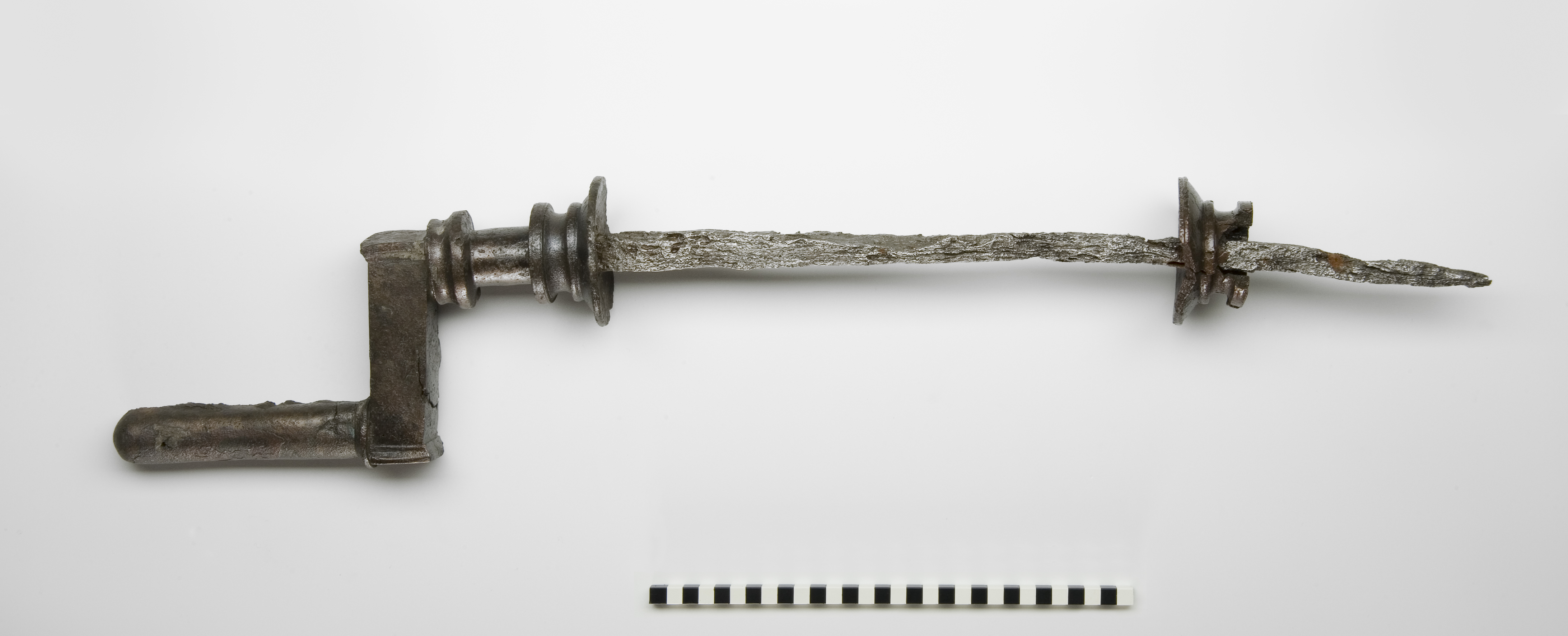
Manivelle romaine d'Augusta Raurica.

La manivelle a été inventée par les Romains aux IIe – IIIe siècles,,,.

## Exemples de manivelle
Sont considérés comme manivelles les mécanismes suivants :
- manivelle actionnant un cric ou servant à démarrer un moteur à explosion ;
- un winch ;
- un pédalier de bicyclette ;
- un vilebrequin d'un moteur à explosion ;
- un moulinet de pêche ;
- un dispositif servant à hisser le seau d'un puits ;
- tout volant muni d'une protubérance (tige ou boule) excentrée ;
- le mécanisme entraînant un orgue de barbarie ou une vielle à roue ;
- les excentriques circulaires.

Différents types de manivelle
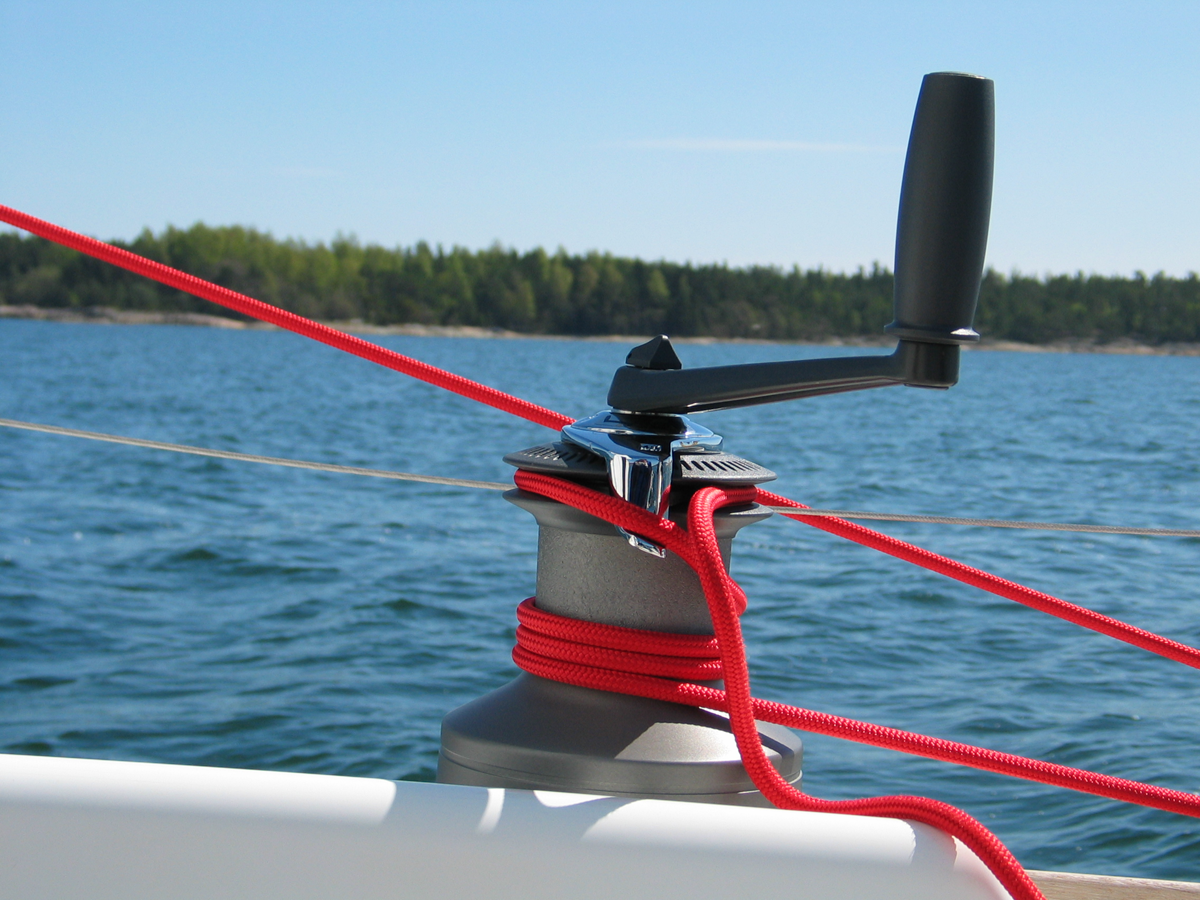
Winch avec sa manivelle.
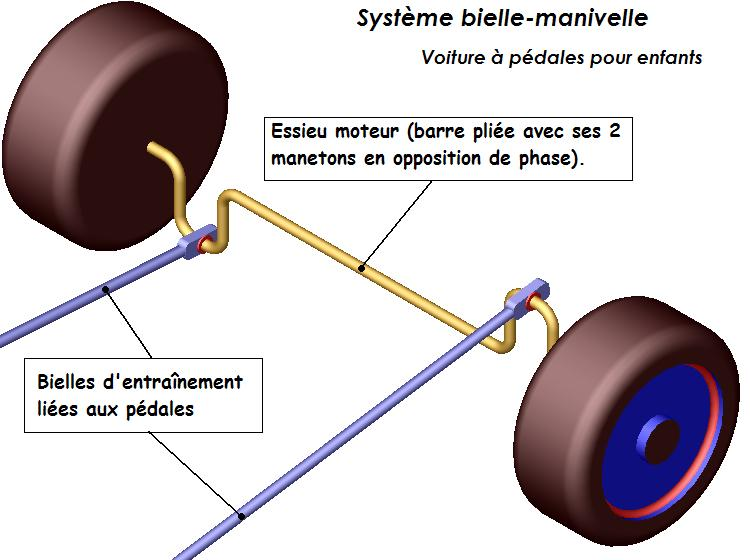
Diagramme du système bielle-manivelle d'une voiture à pédales pour enfants.
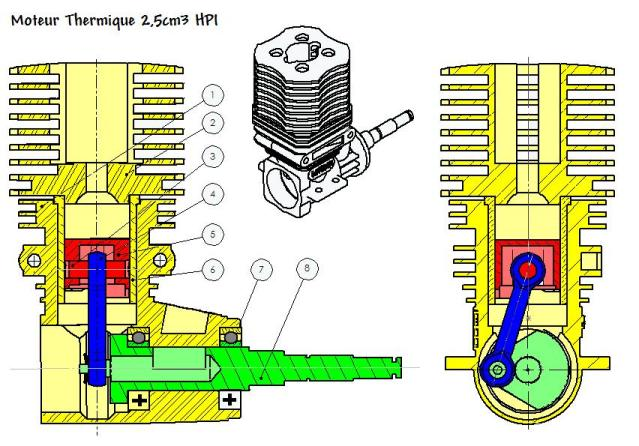
Système bielle-manivelle d'un moteur thermique.
Animation d'un système bielle-manivelle dont la manivelle est un excentrique.
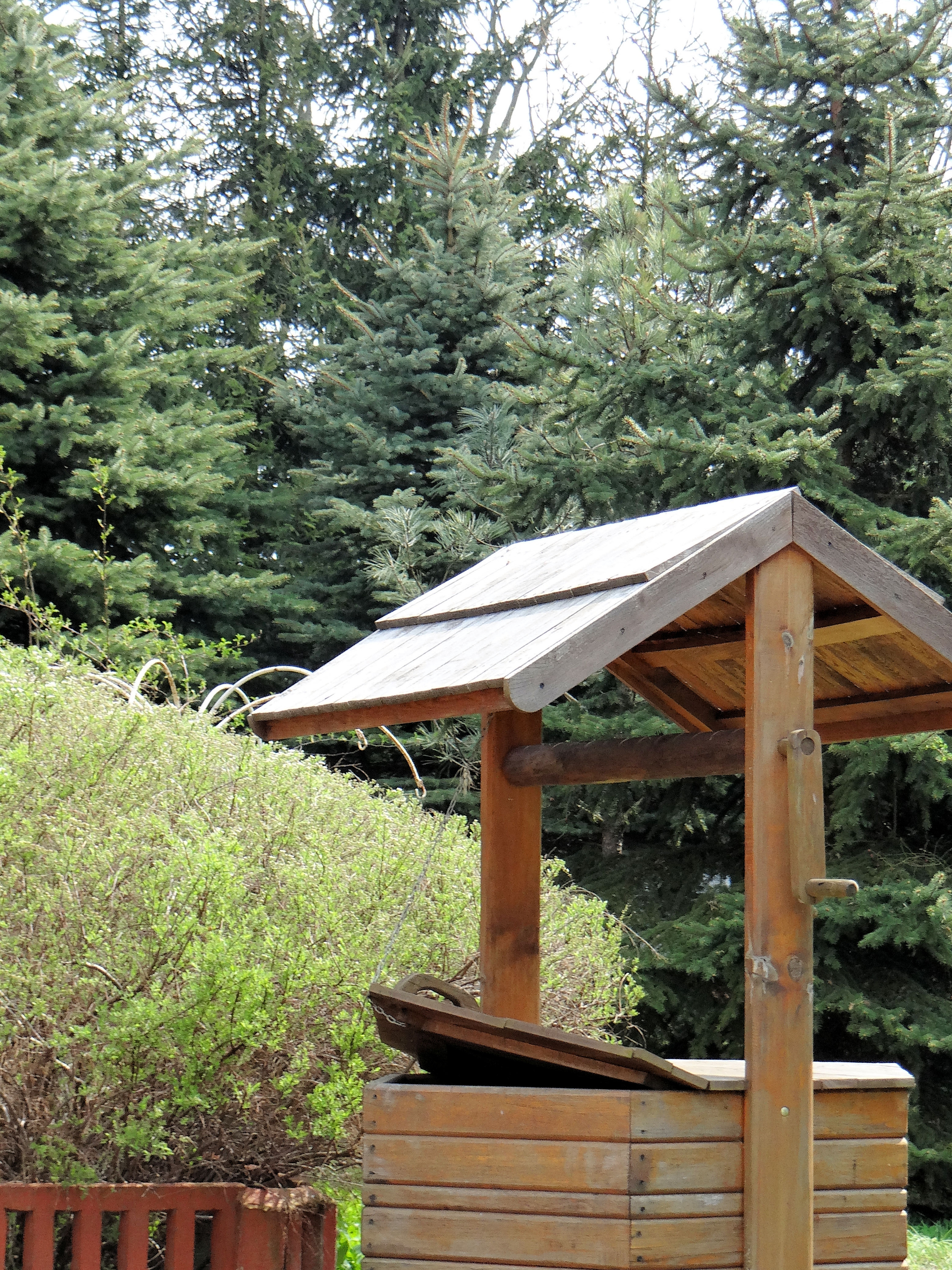
Un puits et sa manivelle.

## Principe physique
Un effort est exercé sur le maneton ; cet effort peut être produit à la main, le pied (pédalier), ou par une pièce en contact (bielle). L'excentration de l'effort crée un moment par rapport à l'axe de rotation de la manivelle. Le principe est donc celui du levier : on crée un effort en rotation (couple, la force opposée) à partir d'un effort en ligne droite (force).

## Applications
C'est la solution généralement employée pour l'entraînement en rotation à la main (treuils, rideaux, etc.) nécessitant un couple important.
Associée à la bielle, la manivelle constitue le système bielle-manivelle. Ce dispositif permet de transformer un mouvement de rotation continue en mouvement alternatif de translation (cas du pédalier) ou de rotation (tringlerie d'essuie-glace). La transformation inverse est possible sous conditions technologiques (cas du vilebrequin de moteur).

## Vélo

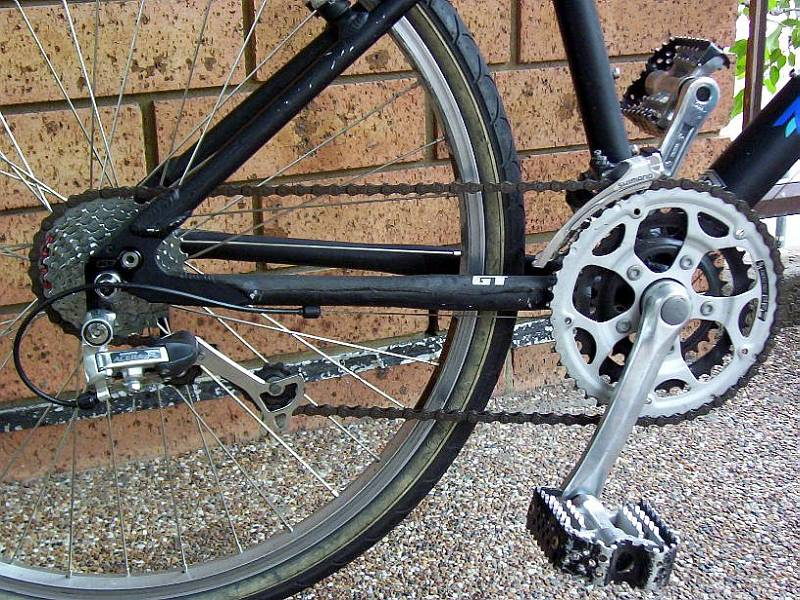
Les manivelles du pédalier d'un vélo.

Sur une bicyclette, la manivelle est la pièce permettant d'excentrer la pédale du pédalier.